# Панатинаикос (футбольный клуб)
Футбольный клуб «Панатинаико́с» (греч. ΠΑΕ Παναθηναϊκός Α.Ο. panaθinaiˈkos, слушатьо файле), полное имя Спортивное общество «Панатинаикос» (греч. ; Панафинаикос Атлитикос Омилос, букв. «Всеафинский спортивный клуб») — греческий профессиональный футбольный клуб из Афин, часть одноимённого спортивного общества и старейший футбольный клуб Греции (общество, которое изначально занималось только футболом, на протяжении всей своей истории приняло участие в развитии 24 видах спорта). «Панатинаикос» был основан в 1908 году как Афинский футбольный клуб (Подосфаирикос Омилос Афинон) Йоргосом Калафатисом, в 1979 году он обрёл статус профессионального клуба, а в настоящее время входит в Ассоциацию европейских клубов. Выступает в Греческой Суперлиге — высшем дивизионе чемпионата Греции.
«Панатинаикос» является одним из наиболее титулованных футбольных клубов Греции, в активе которого — 20 титулов чемпиона Греции, 18 завоёванных Кубков Греции (в том числе «два золотых дубля») и 3 Суперкубка Греции. По итогам сезона 1963/64 этот клуб стал первым чемпионом Греции, не потерпевшим ни одного поражения за весь сезон (подобное достижение повторил в сезоне 2018/19 ПАОК). В 1971 году «Панатинаикос» стал первым и единственным клубом Греции, вышедшим в финал Кубка европейских чемпионов (в финале проиграл амстердамскому «Аяксу» со счётом 0:2), а в том же году стал первой и единственной греческой командой, получившей право сыграть в Межконтинентальном кубке. Наряду с «Олимпиакосом» и ПАОКом «Панатинаикос» относится к тем греческим клубам, которые никогда не выбывали из высшей лиги Греции по итогам розыгрыша чемпионата.
С 1950-х годов клуб занимается поддержкой и развитием своей футбольной академии, выходцы из которой становятся не только игроками основного состава клуба, но и продолжают карьеру и на уровне сборной Греции. Стадионом клуба в прошлые годы был традиционно «Апостолос Николаидис», а в настоящее время клуб проводит матчи на Афинском Олимпийском стадионе.

## История

### Афинский футбольный клуб

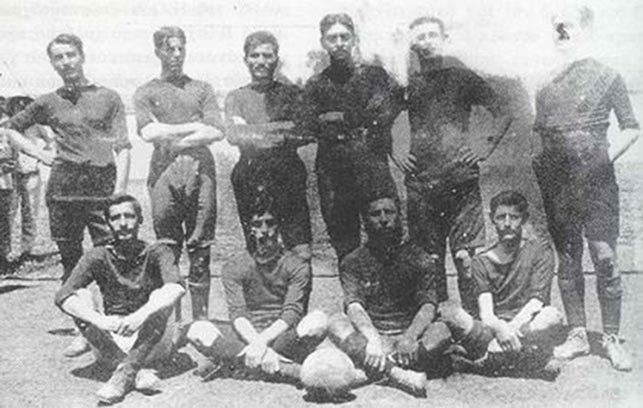
Команда в 1908 году

«Панатинаикос» считается старейшим в Греции футбольным клубом. Согласно официальным историческим данным, он был основан под именем «Афинский футбольный клуб» (Подосферикос Омилос Афинон, сокращённо ПОА) Йоргосом Калафатисом 3 февраля 1908 года после того, как Калафатис и ещё 40 спортсменов вышли из состава спортивного клуба «Панеллиниос», распустившего свою футбольную команду. Целью было распространение футбола в Афинах и Греции и создание всеафинской футбольной команды, которая поддерживала бы связи с европейским футбольным движением. Название клуб получил в честь «Панафинейской речи» Исократа, древнегреческого философа, который восхвалял Афины за их демократический процесс обучения и военное превосходство, делавшее Афины мощным полисом на всём полуострове
Первым президентом команды стал Александрос Калафатис, брат Йоргоса Калафатиса. База команды находилась на улице Патиссион. Первым тренером клуба стал Джон Сайрил Кэмпбелл, выпускник Оксфордского университета, который также стал первым в истории греческого футбола тренером-иностранцем. Первым вратарём клуба стал Константинос Циклитирас, выдающийся греческий спортсмен начала века. В 1910 году после спора с руководством Калафатис и Кэмпбелл с рядом игроков вышли из состава ПОА и перебрались на Площадь Америкис. Команду переименовали в Панэллинский футбольный клуб (Панэллиниос Подосферикос Омилос, сокращённо ППО), а её цветами стали зелёный и белый. К 1914 году Кэмпбелл уже покинул клуб, но команда была на вершине греческого футбола благодаря наличию в своём составе таких игроков, как Михалис Папазоглу, Михалис Роккос и Лукас Панургиас. В 1918 году Папазоглу предложил сделать символом команды клевер-трилистник. В 1921—1922 годах Ассоциация футбольных клубов Афин и Пирея провела первые в истории чемпионаты Греции, победителями которых оба раза стал клуб ППО, который уже господствовал не только на улице Патиссион и площади Америкис благодаря разным развивающимся секциям, но и старался отыскать себе ещё одну арену в районе Перивола, у улицы Александры. После долгих переговоров с властями Афин в 1922 году клуб получил в своё распоряжение стадион «Леофорос».

### Спортивное общество «Панатинаикос». 1930-е годы

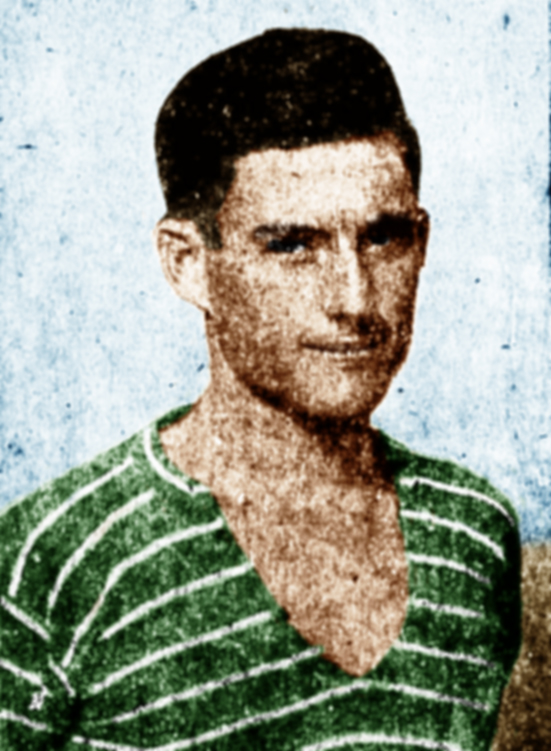
Ангелос Мессарис, легендарный игрок «Панатинаикоса» в 1930-е годы

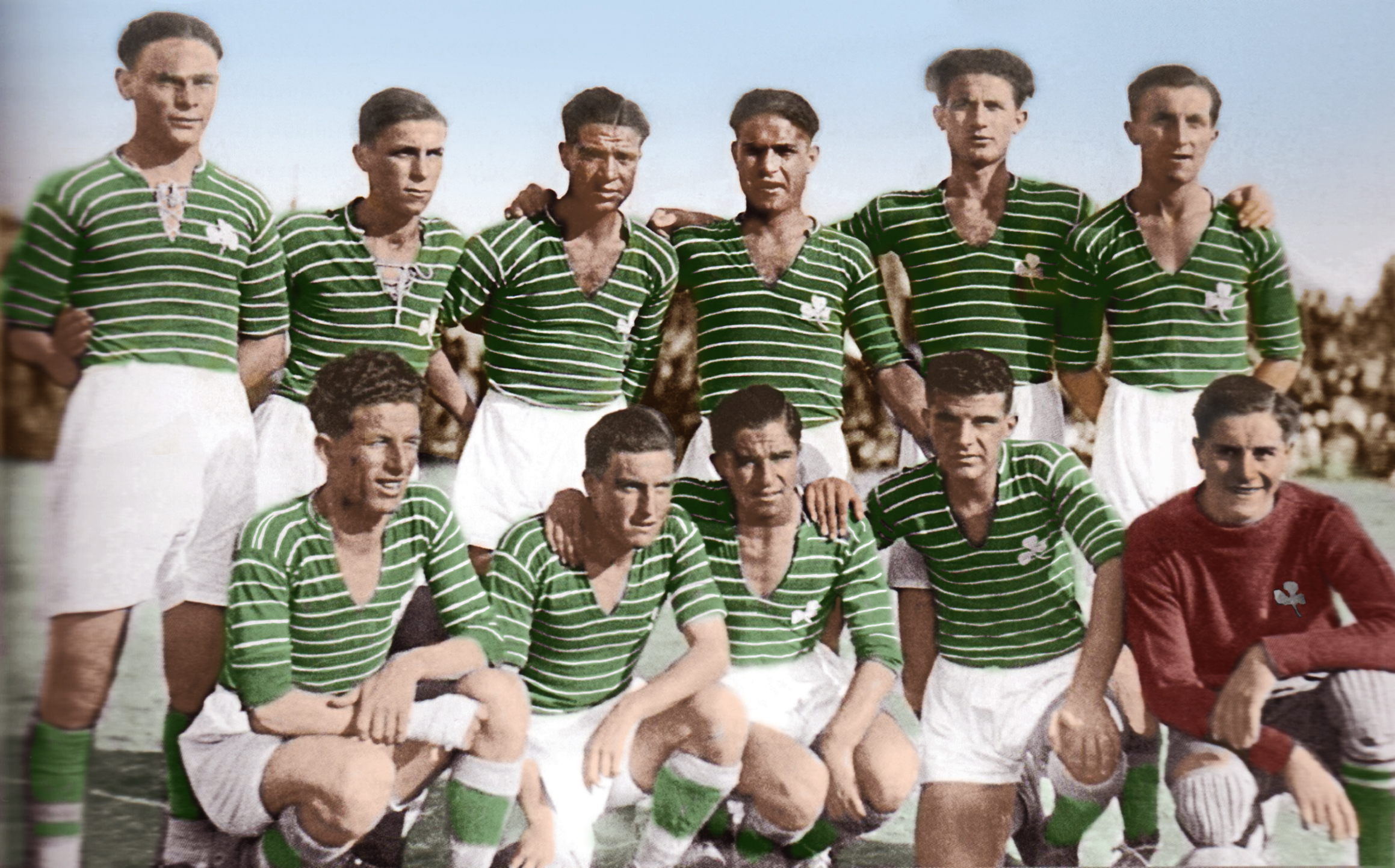
Чемпионский состав 1930 года

Переезд на постоянную арену привёл к тому, что клуб получил официальное название «Панатинаикос» от сокращения «Всеафинский спортивный клуб» (Панатинаикос Атлитикиос Омилос, ПАО) 15 марта 1924 года, став частью многоспортивного клуба де-юре (де-факто это состоялось уже в 1922 году). В 1926 году была основана Греческая федерация футбола, которая с 1927 года и руководила организацией официальных чемпионатов Греции. Сезон 1929/1930 принёс «Панатинаикосу» титул чемпиона Греции, завоёванный под руководством Йозефа Кюнстлера без единого поражения и благодаря звёздной игре Ангелоса Мессариса. Помимо Мессариса, в команде играли Антонис Мигиакис, Диомидис Симеонидис, Мимис Пиерракос и Стефанос Пиерракос. Мессарис отметился тем, что в одном из матчей против «Олимпиакоса» забил три мяча, и «Панатинаикос» победил 8:2; в другом матче был разгромлен «Арис» в Салониках со счётом 4:1, где Мессарис отличился трижды. После этих матчей появилась кричалка «Мы забили восемь „Олимпиакосу“ и ещё четыре „Арису“, слава Ангелосу Мессарису!»
В 1931 году между Апостолосом Николаидисом и рядом игроков, среди которых был и Ангелос Мессаридис, возник конфликт, связанный с профессиональным футболом. Конфликт продлился два года, что привело к ухудшению результатов команды. С 1932 года начался розыгрыш Кубка Греции, который в 1940 году «Панатинаикос» выиграл, победив в финале со счётом 3:1 «Арис». Это был последний успех клуба перед началом войны.

### Военные и послевоенные годы
В 1940 году многие игроки были призваны на фронт войны против Италии. В бою погиб Мимис Пиерракос, чьи останки были захоронены в Греции только в 1950-е годы. С 1941 по 1944 год в оккупированной немцами Греции действовала Единая всегреческая организация молодёжи, куда вошли многие игроки «Панатинаикоса». Михалис Папазоглу играл важную роль в партизанском отряде, ведомом Ежи (Георгиосом) Ивановым-Шайновичем. После войны следующий чемпионат Греции «Панатинаикос» выиграл в сезоне 1948/1949 под руководством австрийца Йоханна Стрнада, а в том же году клуб пополнился такими игроками, как Вангелис Панакис и Костас Линоксилакис. В сезоне 1952/1953 «Панатинаикос» снова завоевал чемпионство, итого к 1958 году выиграв семь из восьми розыгрышей чемпионата Афин; в том же 1958 году Мимис Домазос, будущий капитан команды, дебютировал в составе «зелёных» и вместе с клубом выиграл первый чемпионат Греции, проведённый в новом формате и носивший название «Альфа Этники».

### 1960-е. «Золотое десятилетие» и эпоха Бобека
В последующие годы «Панатинаикос» одерживал победы в сезонах чемпионата Греции 1960/1961, 1961/1962, 1963/1964, 1964/1965, 1968/1969 и 1969/1970, выиграл Кубки Греции в сезонах 1966/1967 и 1968/1969. Карьеру завершили такие игроки, как Вангелис Панакис, Костас Линоксиладис, Такис Луканидис, Андреас Папаэммануил, а основу составили новые молодые футболисты: Мимис Домазос, Антонис Антониадис, Антимос Капсис, Костас Элефтеракис и Такис Икономопулос. Главный вклад в это омоложение внёс Степан Бобек, возглавивший клуб в 1963 году и изменивший тактику на 4-3-3. Поколение новых игроков эпохи Бобека сумело в сезоне 1963/1964 выиграть чемпионат Греции без единого поражения, что сделало «Панатинаикос» первой подобной командой в Альфа Этники. Костяк команды составили, помимо Панакиса, Домазоса и Икономопулоса, такие игроки, как Тотис Филакурис, Франгискос Сурпис и Аристидис Камарас. После прихода к власти Чёрных полковников Лукас Панургиас был смещён с поста президента клуба, контракт с Бобеком был аннулирован, а Апостолос Николаидис был отдан под суд. В клубе некоторое время в 1967 году работал Бела Гуттманн, но позже его сменил Лакис Петропулос, под руководством которого команда выиграла чемпионат и кубок в 1969 году и чемпионат в 1970 году.

### Эпоха Пушкаша

Составы команд перед Финалом Кубка европейских чемпионов 1971 года

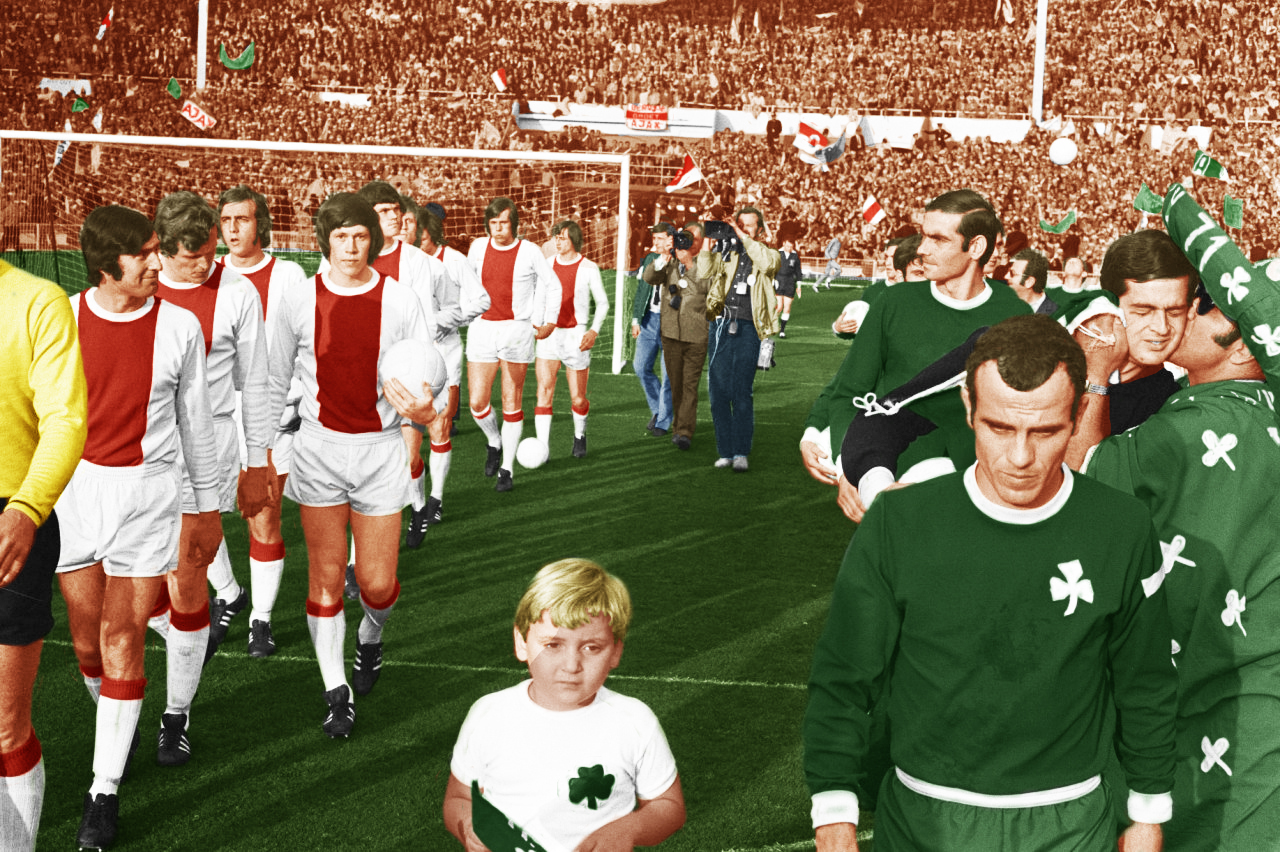
«Панатинаикос» и «Аякс» выходят на поле

В 1971 году под руководством Ференца Пушкаша «Панатинаикос» вышел в финал Кубка европейских чемпионов 1970/1971, став первой и последней на текущий момент командой Греции, удостоившейся подобной чести — на пути к финалу «зелёные» прошли «Женесс» (Эш, Люксембург), «Слован» (Братислава, ЧССР), «Эвертон» (Ливерпуль, Англия) и «Црвену Звезду» (Белград, СФРЮ). Костяк той команды составляли полевые игроки Мимис Домазос, Антимос Капсис, Аристидос Камарас, Костас Элефтеракис и Тотис Филакурис, а также вратари Такис Икономопулос и Василис Константину. Антонис Антониадис с 10 мячами стал лучшим бомбардиром турнира. В финале на «Уэмбли» греческий клуб играл против нидерландского «Аякса» и проиграл 0:2. В том же году «Панатинаикос» выступил в Межконтинентальном кубке по футболу после отказа «Аякса» от участия. Клуб сыграл против уругвайской команды «Насьональ»: в Греции был зафиксирован счёт 1:1, в Уругвае же победил «Насьональ» со счётом 2:1. Мячи за греческий клуб забивал Тотис Филакурис. В сезоне 1971/1972 «зелёные» снова выиграли чемпионат страны, а Антонис Антониадис забил 39 голов за сезон, установив до сих пор не побитый никем в Греции рекорд. Этот же результат принёс Антониадису «Серебряную бутсу» УЕФА.
После свержения режима «чёрных полковников» Апостолос Николаидис вернулся к деятельности и стал почётным президентом клуба. В 1975 году на тренерский пост был приглашён именитый бразилец Айморе Морейра, тренер состава сборной Бразилии, выигравшей чемпионат мира 1962 года, однако после полутора лет работы был уволен за неудовлетворительные результаты. Его сменил Казимеж Гурский, который помог клубу оформить «золотой дубль» в Греции и выиграть Балканский кубок за 1977 год. Среди выдающихся легионеров команды в конце 1970-х были Хуан Рамон Верон, Аракем де Мело и Оскар Альварес.

### Эпоха Йоргоса Вардиноянниса (1979—2000)

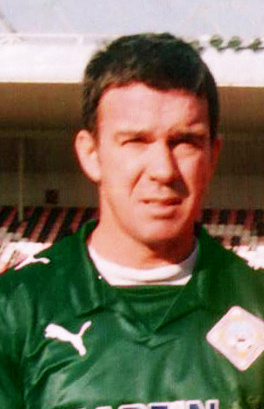
Димитрис Саравакос, лучший бомбардир Кубка УЕФА 1987/1988

В 1979 году греческий футбол получил статус профессионального. Семья Вардинояннисов приобрела футбольную команду спортивного общества «Панатинаикос» и сделала её независимой от руководства спортивного общества профессиональной структурой. Президентом клуба стал Йоргос Вардинояннис. В 1980 году была создана женская футбольная команда, которая позже прекратила выступления на профессиональном уровне. В 1982 году клуб выиграл первый трофей в эпоху профессионализма — Кубок Греции, а в сезонах 1983/1984 и 1985/1986 оформил дважды золотой дубль, выиграв чемпионат и Кубок (в финале 1986 года был повержен «Олимпиакос» со счётом 4:0). Ещё два Кубка были завоёваны в сезонах 1987/1988 и 1988/1989. Звездой команды стал Димитрис Савракос по прозвищу «Малыш», техничный полузащитник и капитан клуба, который был идолом футбольных фанатов в 1980-е годы. В том же составе блистали Никос Сарганис, Спирос Ливатинос, Велимир Заец, Хуан Рамон Роча, Христос Димопулос и Иоаннис Кирастас.
В сезоне 1984/1985 команда, тренером которой был Яцек Гмох и в составе которой играли Димитрис Саравакос, Велимир Заец, Хуан Рамон Роча и Иоаннис Кирастас, прошла в полуфинал Кубка европейских чемпионов, выбив по пути «Фейеноорд», «Линфилд» и «Гётеборг» и проиграв в полуфинале «Ливерпулю». В сезоне 1987/1988 команда дошла до четвертьфинала Кубка УЕФА, выбив «Ювентус», «Осер» и «Гонвед», а Саравакос стал лучшим бомбардиром всего турнира. В 1990-е годы команда выиграла четыре титула чемпиона страны (1989/1990, 1990/1991, 1994/1995 и 1995/1996), четыре Кубка Греции (1990/1991, 1992/1993, 1993/1994 и 1994/1995) и два Суперкубка Греции (1993 и 1994). В сезоне 1991/1992 «Панатинаикос» дошёл до группового этапа Кубка европейских чемпионов с участием восьми команд — первого розыгрыша главного европейского клубного турнира с групповым этапом.
Сезон 1995/1996 года принёс клубу выход в полуфинал Лиги чемпионов УЕФА. Командой руководил Хуан Рамон Роча, а в составе играли Кшиштоф Важиха, Юзеф Вандзик, Стратос Апостолакис, Георгиос Георгиадис, Димитрис Маркос, Яннис Калицакис, Йоргос Донис и Хуан Хосе Борелли. Клуб выиграл свою группу, опередив «Нант», «Порту» и «Ольборг» и выбив в четвертьфинале «Легию». В первом матче полуфинала против «Аякса» греки победили 1:0 на последних минутах благодаря голу Важихи, прервав беспроигрышную серию голландцев из 22 встреч, однако во втором матче «Аякс» забил быстрый гол, а в конце встречи отличился ещё дважды и благодаря победе 3:0 вышел в финал, не позволив «Панатинаикосу» сыграть во второй раз в своей истории в финале главного европейского клубного турнира.

### ЭпохаЯнниса Вардиноянниса[англ.](2000—2012)
Летом 2000 года Йоргос Вардинояннис покинул пост президента клуба в связи с обвинениями в давлении на судей в матчах Греческой Суперлиги и назначил своим преемником своего племянника Янниса, который изменил принципы управления клубом. Сначала тренером был назначен Ангелос Анастасиадис, а затем его сменил бывший игрок клуба Иоаннис Кирастас. При тренере Серхио Маркаряне «Панатинаикос» вышел в четвертьфинал Лиги чемпионов УЕФА сезона 2001/2002, преодолев первый групповой раунд с наличием в своей группе лондонского «Арсенала», «Майорки» и «Шальке 04», а затем выйдя и из группы с «Реал Мадридом», «Порту» и пражской «Спарты». По жребию в четвертьфинале «зелёным» досталась «Барселона»: в первом матче, прошедшем 3 апреля 2002 года на «Апостолосе Николаидисе» греческий клуб победил со счётом 1:0. Ответный матч на «Камп Ноу» оказался полон событий: команда забила быстрый гол усилиями Михалиса Константину и могла забить второй гол раз — трижды свои шансы не использовали всё тот же Константину, Эммануэль Олисадебе и Горан Влаович, а «сине-гранатовые» освистывались болельщиками за то, что не могли долго распечатать ворота противника и показывали весь матч неубедительную игру. Расплатой за расточительность «Панатинаикоса» стали три гола «Барселоны», а Влаович на последних секундах компенсированного времени второго тайма не реализовал стопроцентный момент: в случае ничьи «зелёные» проходили бы дальше благодаря голу на чужом поле.
Сезон 2002/2003 для «Панатинаикоса» ознаменовался проигрышем в двух последних турах чемпионата Греции своему принципиальному противнику — «Олимпиакосу» — и потере чемпионского титула, но вместе с тем выходом в четвертьфинал Кубка УЕФА. Среди поверженных «Олимпиакосом» оказались болгарский «Литекс», турецкий «Фенербахче» (домашняя победа 4:1), словацкий «Слован» (Либерец) и бельгийский «Андерлехт». Основу состава «зелёных» в том сезоне составляли такие игроки, как Такис Фиссас, Йоргос Карагунис, Антониос Никополидис, Ангелос Басинас, Никос Либеропулос, Михалис Константину, Юркас Сейтаридис, Сотириос Кирьякос, Паулу Соуза, Горан Влаович, Рене Хенриксен, Йоонас Колкка, Ян Микаэльсен и Эммануэль Олисадебе. В четвертьфинале греков остановил будущий триумфатор «Порту», которым руководил Жозе Моуринью: в первом матче в Португалии удар головой Эммануэля Олисадебе принёс грекам победу, но в ответной встрече Дерлей сравнял счёт и забил победный гол в дополнительное время, выбив греческий клуб из розыгрыша.
В сезоне 2003/2004 под руководством израильского тренера Ицхака Шума клуб выиграл чемпионат Греции, а в финале Кубка Греции обыграл «Олимпиакос» со счётом 3:1. Среди приобретений клуба перед началом сезона были Эсекьель Гонсалес, Лучан Сынмэртян и Маркус Мюнх. В группе Лиги чемпионов УЕФА 2003/2004 с «Манчестер Юнайтед», «Штутгарт» и «Рейнджерс». Однако перед началом нового сезона Шума уволили, а его преемником стал Зденек Шчасный. «Панатинаикос» стал в сезоне 2004/2005 серебряным призёром чемпионата Греции, а в группе Лиги чемпионов УЕФА стал третьим в компании «Русенборг», «ПСВ» и лондонского «Арсенала». Клуб вышел в Кубок УЕФА и завершил борьбу после проигрыша «Севилье». В 2005 году состав клуба покинули Басинас и Константину, а новыми игроками клуба стали Флавио Консейсан, Игор Бишчан и Андреас Иваншиц. Шчасный уступил тренерский пост Альберто Малезани, который перед началом сезона 2006/2007 ушёл из команды и уступил пост Хансу Бакке, который не продержался дольше трёх месяцев и затем был сменён Виктором Муньосом. В сезоне 2007/2008 командой руководил уже Жозе Пезейру.
22 апреля 2008 года под давлением болельщиков Яннис Вардинояннис объявил не только о своей отставке с поста президента клуба, но и о сокращении доли семьи в клубе до 50 % (она на протяжении последних 30 лет была единственным акционером клуба) и об увеличении акционерного капитала на 80 миллионов евро. После переговоров за семьёй Вардинояннисов остались 56 % акций, за болельщиками клуба — 10 %, за прочими инвесторами — 34 % (среди последних были избранный на должность президента клуба Никос Патерас, а также бизнесмены Павлос Яннакопулос, Адамантиос Полемис и Андреас Вгенопулос). Перед началом нового сезона тренером был назначен Хенк тен Кате, а команда совершила ряд приобретений, среди которых были Жилберту Силва из лондонского «Арсенала» и Габриэль Родригес душ Сантуш из «Флуминенсе». С одной стороны, клуб ознаменовал своё выступление в этом сезоне выходом в 1/8 финала розыгрыша Лиги чемпионов и опережением на групповом этапе миланского «Интера»; с другой стороны, только в дополнительном раунде плей-офф он сумел остаться серебряным призёром чемпионата Греции, снова проиграв титул «Олимпиакосу».
Зато последующий сезон 2009/2010 для «зелёных» оказался плодотворным. Перед началом сезона клуб приобрёл Джибриля Сиссе из марсельского «Олимпика», Костаса Кацураниса из «Бенфики», Себастьяна Лето из «Ливерпуля» и многих других игроков, сумма на приобретение которых составила 35 миллионов евро. Тен Кате сменил в декабре Никос Ниоплиас, и благодаря работе команды клуб не только выиграл впервые за долгое время чемпионат Греции, но и прервал длившуюся с 2004 года гегемонию «Олимпиакоса». Помимо этого, клуб выиграл Кубок Греции благодаря голу Себастьяна Лето в финале против «Ариса» и тем самым оформил «золотой дубль». В Лиге Европы клуб вышел в 1/8 финала, пройдя сильного соперника в лице «Ромы» и справившись с ним на матчах в Риме и Афинах. При этом в марте 2010 года в отставку подал президент клуба Никос Патерас, вернувшись только через три месяца.
Сезон 2010/2011 был ознаменован серьёзными финансовыми проблемами и противоречиями тренерского штаба с руководством. 3 октября 2010 года, по окончании встречи с «Эрготелисом» в Ираклионе, завершившейся победой 4:1, Ниоплиас объявил об уходе в отставку, вследствие чего в сезоне 2010/2011 до подписания контракта с новым тренером команду возглавлял поляк Яцек Гмох, а 20 ноября клуб подписал контракт с Жезуалду Феррейрой. Неприятности на этом не закончились: 20 декабря в отставку подал президент клуба Никос Патерас, объявив об этом во второй раз за последние полгода. Управление клубом на себя не взяли никто из основных акционеров: ни Вгенопулос, ни Яннакопулос, ни Вардинояннис. Предложение Патераса назначить преемником Адамантиоса Полемиса не утвердили, избрав президентом Иоанниса Векриса. Клубу пришлось продать Джибриля Сиссе в «Лацио» за 5,8 млн евро и своего вратаря Александроса Цорваса в «Палермо», только чтобы сократить расходы на команду; в состав клуба же перед стартом нового сезона вошли новые игроки Квинси Овусу-Абейе, Витоло, Точе и Зека. Векриса на посту президента сменил в сезоне 2011/2012 Димитрис Гонтикас, однако кампания «Панатинаикоса» в Лиге чемпионов завершилась проигрышем по сумме двух встреч «Оденсе» 4:5.

### ЭпохаЯнниса Алафузоса[англ.](с 2012 года)
18 марта 2012 года на «дерби вечных врагов» между «Олимпиакосом» и «Панатинаикосом» вспыхнули серьёзные беспорядки, что привело к отставке всего правления, и в течение двух месяцев у клуба не было руководства. Яннис Алафузос, владелец телеканала Skai TV, предложил выкупить долю Вардиноянниса и распределить её между фанатами по всей Греции, чтобы на пожертвования фанатов суметь помочь клубу преодолеть финансовый кризис. Новое правление из 20 человек и Гонтикас, вернувшийся на пост президента, должны были убедить фанатов в том. что ситуация под контролем.

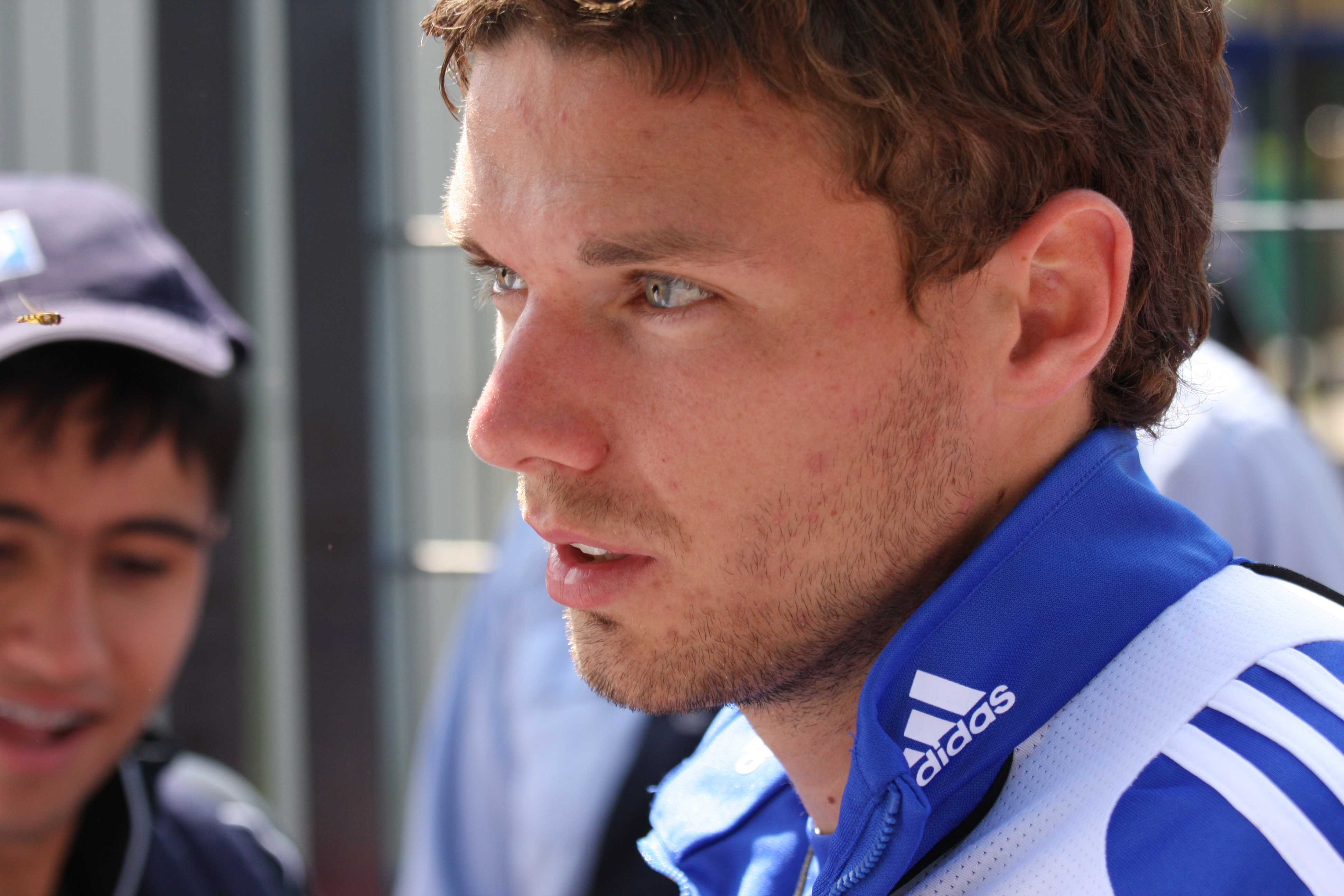
Маркус Берг

2 июля 2012 года была образована организация ПАО Альянс 2012, в которую мог вступить любой желающий и пожертвовать сумму в обмен на некие привилегии. Членами организации стали 8606 человек, среди которых было много игроков текущего состава и прошлых лет — в том числе Жан-Ален Бумсонг, Сотирис Нинис, Жилберту Силва и Джибриль Сиссе. 18 июля Яннис Вардинояннис официально передал Альянсу всю свою долю акций клуба, сделав болельщиков основной силой, управляющей клубом. Они входили в Совет директоров и избирали президента, коим стал Алафузос. Сезон 2012/2013 для клуба завершился 6-м местом в чемпионате страны и первым за 16 лет непопаданием в еврокубки. Перед сезоном 2013/2014 года число членов Альянса насчитывало 9305 человек, но от команды не ждали никакого прорыва и даже предрекали вылет из Суперлиги. В мае 2013 года тренером стал Яннис Анастасиу, который решил сделать ставку на воспитанников академии «Панатинаикоса» и на нескольких опытных легионеров. Несмотря на молодой экспериментальный состав и серьёзные финансовые проблемы, поддержка болельщиков помогла клубу выбраться на 4-е место в регулярном первенстве, а в мини-плей-офф вырвать второе место и путёвку в Лигу чемпионов УЕФА. Лучшим бомбардиром клуба по итогам первенства стал Маркус Берг с 15 голами. В том же сезоне клуб выиграл Кубок Греции, разгромив в финале ПАОК со счётом 4:1, а Берг оформил хет-трик и стал лучшим игроком финала.
2 ноября 2015 года Анастасиу был уволен после серии плохих результатов. Поводом для отставки послужила ничья против АЕК, а его место занял Андреа Страмаччони, но и он не продержался долго, утратив контроль над игроками даже в раздевалке. 1 декабря 2016 года Страмаччони был уволен, а тренером клуба стал бывший игрок сборной Греции Мариос Удзунидис, уступивший 1 июня 2018 года этот пост Йоргосу Донису.

## Форма и цвета

### История символики

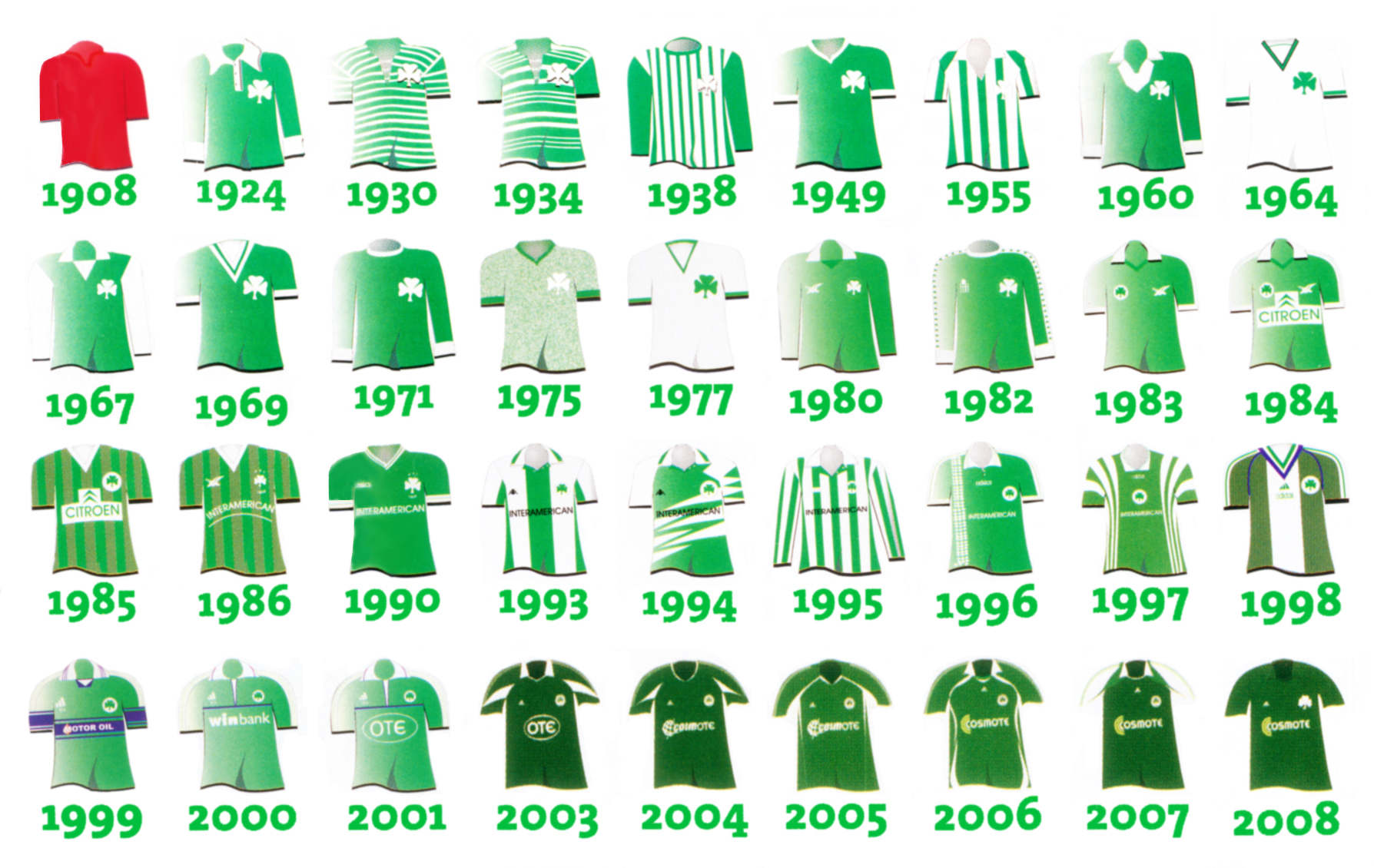
Все футболки «Панатинаикоса» с 1908 по 2008 год
Логотип клуба с 1995 года
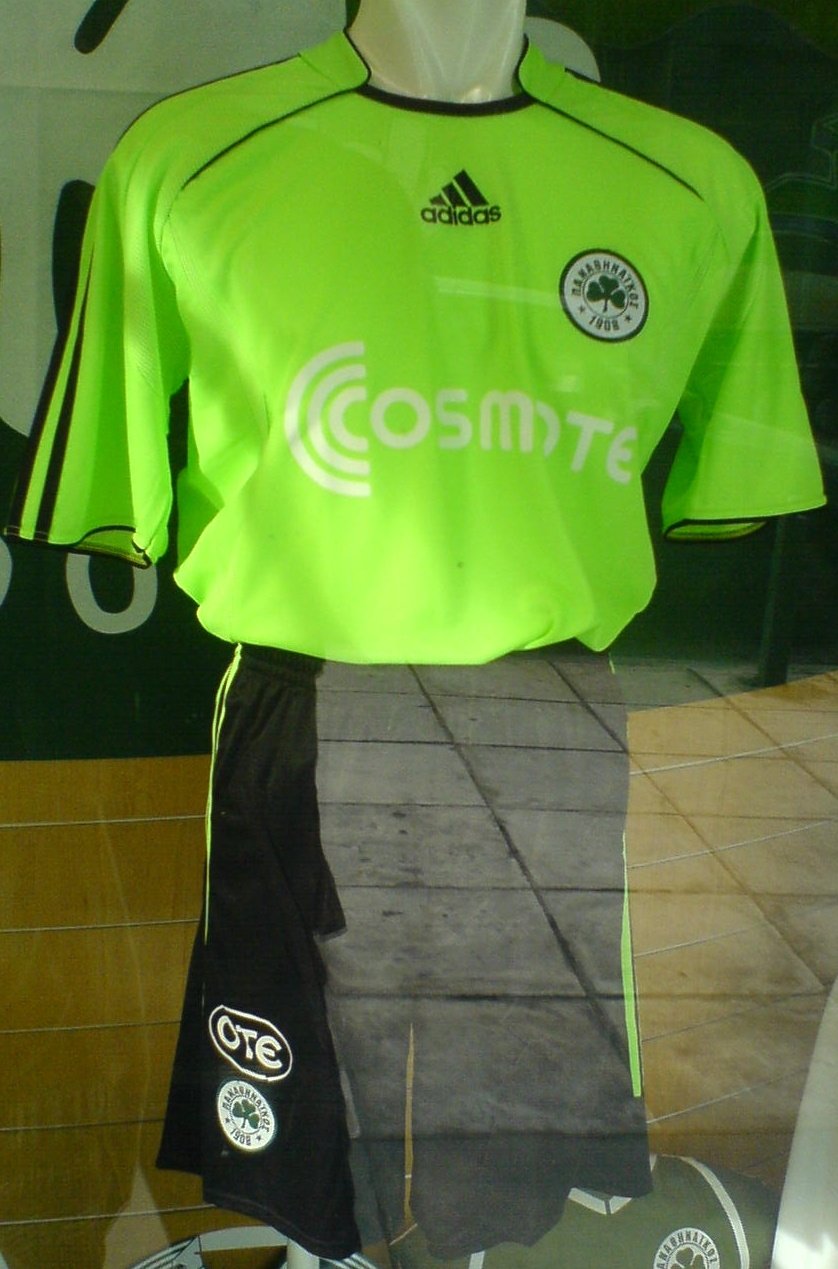
Третий комплект формы в 2008 году

В 1908 году команда впервые вышла в футболках белого цвета, символом клуба изначально был обычный футбольный мяч. В 1911 году цветами клуба стали зелёный и белый, а в 1918 году по инициативе Михалиса Папазоглу символом команды стал трилистник, символизирующий гармонию, единство, природу и удачу. Этот символ имел общеизвестное значение, который мог представлять тем самым Афины не только в самой Греции, но и во всём мире. Впервые на футболку Папазоглу нашил изображение трилистника, когда играл за команду района Кадыкёй из Стамбула (Халкидон, Константинополь). Считается, что вдохновил его канадец ирландского происхождения Билли Шерринг, который выиграл марафонский забег на Внеочередных летних Олимпийских играх 1906 года — Шерринг бежал в майке с зелёным трилистником.
Будущий президент клуба и директор Национальной художественной галерей Афин Георгиос Хацопулос разрабатывал дизайн эмблемы команды. Трилистник до конца 1970-х годов нашивался на футболку каждого игрока, но после того, как клуб стал профессиональным, был создан новый логотип с трилистником, названием клуба и годом основания (1908). Зелёный и белый цвета остаются основными цветами команды и по сей день: зелёный символизирует здоровье и силу, а белый — доблесть. В первые годы существования клуба игроки носили зелёные футболки, белые шорты и зелёные гетры, но с 1930-х годов появились футболки с горизонтальными полосами. Оформление формы менялось многократно, но цвета оставались бессменными.

#### Домашняя
| 2006/07 | 2007/08 | 2008/09 | 2009/10 | 2010/11 | 2011/12 | 2012/13 | 2013/14 | 2014/15 | 2015/16 | 2016/17 |
| 2017/18 | 2018/19 | 2019/20 | 2020/21 | 2021/22 | 2022/23 | 2023/24 | 2024/25 |         |         |         |

#### Гостевая
| 2006/07 | 2007/08 | 2008/09 | 2009/10 | 2010/11 | 2011/12 | 2012/13 | 2013/14 | 2014/15 | 2015/16 | 2016/17 |
| 2017/18 | 2018/19 | 2019/20 | 2020/21 | 2021/22 | 2022/23 | 2023/24 | 2024/25 |         |         |         |

#### Резервная
| 2006/07 | 2009/10 | 2010/11 | 2011/12 | 2012/13 | 2013/14 | 2014/15 | 2015/16 | 2016/17 | 2017/18 | 2018/19 |
| 2019/20 | 2020/21 | 2021/22 | 2022/23 | 2023/24 | 2024/25 |         |         |         |         |         |

Источники:,

### Производители и спонсоры
| Год        | Производитель | Спонсор          |
| ---------- | ------------- | ---------------- |
| 1979—1980  | Adidas        | —                |
| 1980       | Puma          | —                |
| 1980—1981  | ASICS Tiger   | —                |
| 1981—1982  | Admiral       | —                |
| 1982—1983  | ASICS Tiger   | —                |
| 1983—1985  | ASICS Tiger   | Citroën          |
| 1986—1987  | ASICS Tiger   | Interamerican    |
| 1988—1993  | ASICS         | Interamerican    |
| 1993—1995  | Kappa         | Interamerican    |
| 1995—1997  | Adidas        | Interamerican    |
| 1997—1999  | Adidas        | —                |
| 1999—2000  | Adidas        | Motor Oil Hellas |
| 2000—2001  | Adidas        | Piraeus Bank     |
| 2001—2006  | Adidas        | OTE              |
| 2006—2011  | Adidas        | Cosmote          |
| 2011—2014  | Adidas        | OPAP             |
| 2014—2015  | Adidas        | Pame Stoixima    |
| 2015-2017  | Puma          | Pame Stoixima    |
| 2017—2019  | Nike          | Pame Stoixima    |
| 2019—2023  | Kappa         | Pame Stoixima    |
| 2023—н. в. | Adidas        | Pame Stoixima    |

## Стадионы

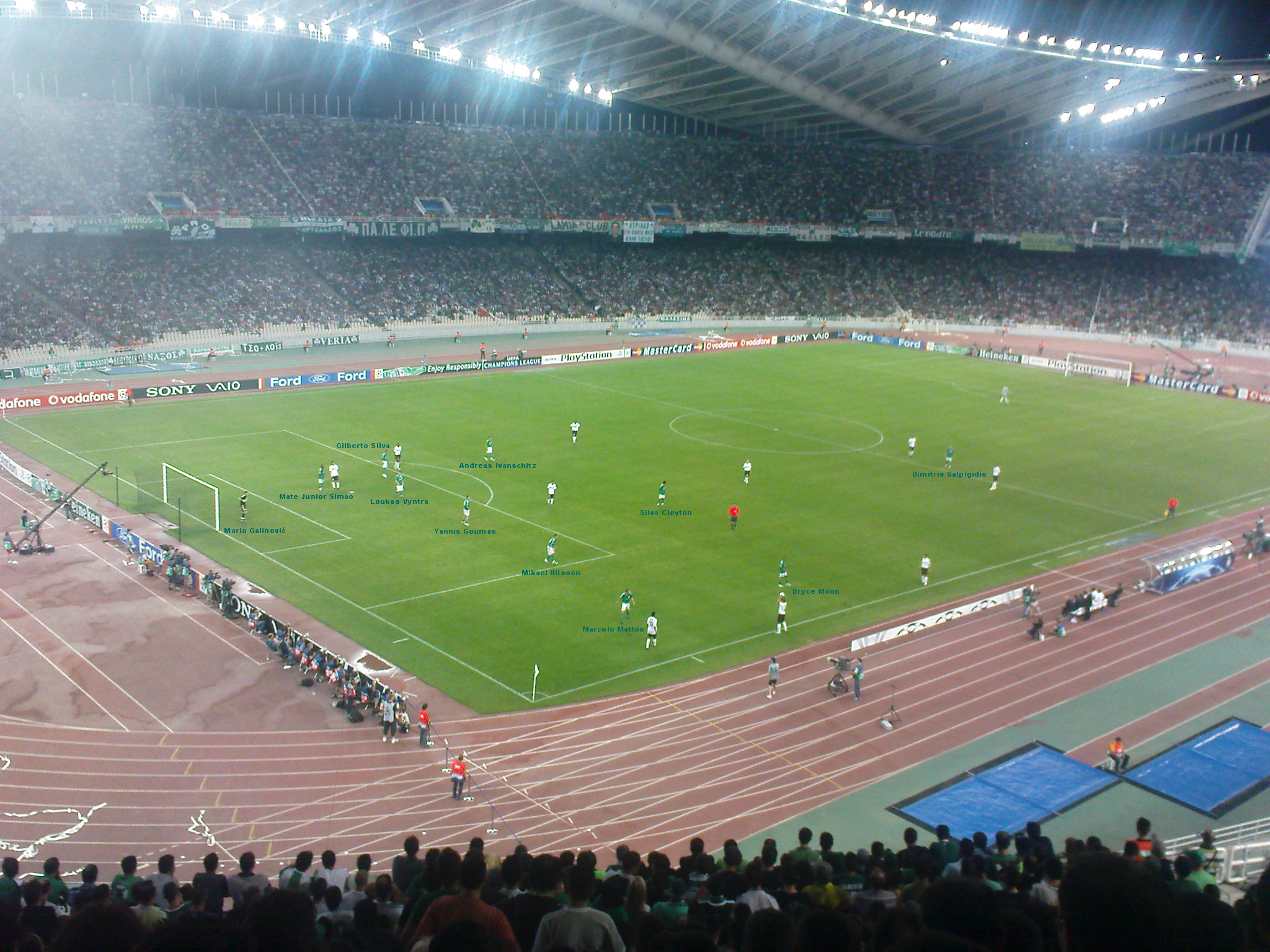
Афинский Олимпийский стадион

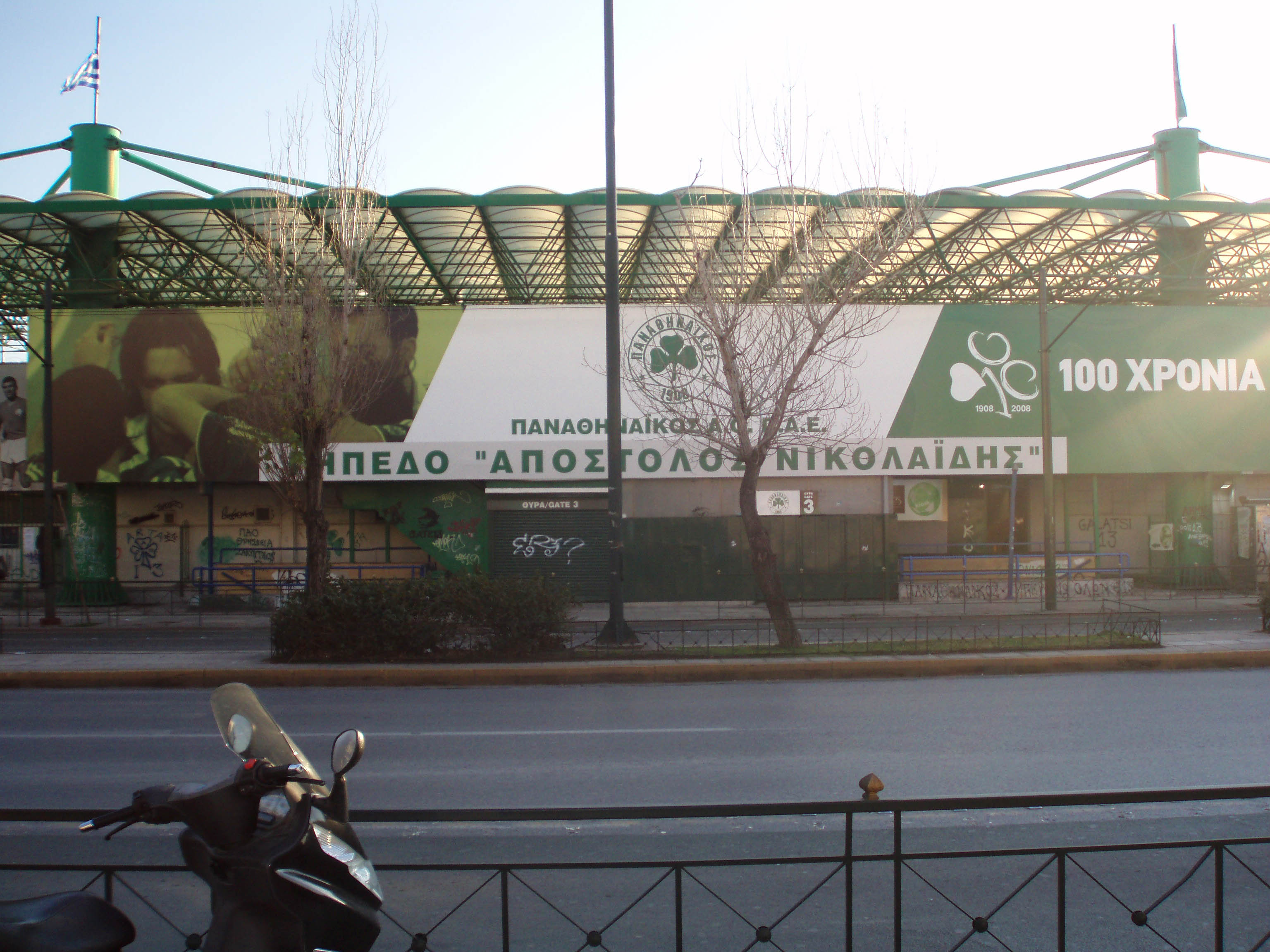
Стадион имени Апостолоса Николаидиса

У клуба «Панатинаикос» есть два стадиона: первый — стадион имени Апостолоса Николаидиса в центральном афинском районе Амбелокипи на улице Александры, носящий название «Леофорос» (букв. «уличный»); второй — афинский Олимпийский стадион. На стадионе «Леофорос» играли также в разное время «Олимпиакос», АЕК и сборная Греции. Неоднократно «Панатинаикос» переезжал с арены «Апостолос Николаидис» на Олимпийский стадион и обратно.
Матчи на Олимпийском стадионе ранее проводились в 1984—2000, 2004—2007 и 2008—2013 годах. В первом временном промежутке стадион «Апостолос Николаидис» был реконструирован: вместимость снизилась с 25 тысяч мест до 16 620, но были открыты новые раздевалки и установлена новая крыша в соответствии с требованиями УЕФА, а в 2000 году президент клуба Ангелос Филиппидис пообещал выделить ещё 7 млн евро на содержание арены. Позже этот стадион был признан не подходящим для проведения еврокубковых встреч, но в сезоне 2007/2008 в связи с грядущим 100-летием клуба всё же принял матчи Кубка УЕФА и Суперлиги Греции, в связи с чем был засеян новый газон, установлены индивидуальные пластиковые сидения, улучшены ванные комнаты и обновлён зал для пресс-конференций. В октябре 2013 года стадион «Апостолос Николаидис» снова стал ареной команды в связи с тем, что клуб отказался от планов снести арену и построить новый стадион под рабочим названием «Вотаникос». Президент Яннис Алафузос выступал за постепенное обновление стадиона и повышение его вместительности, а Движение «Панатинаикос» поддерживало полную реконструкцию арены. Однако в сезоне 2018/2019 клуб в четвёртый раз объявил о переезде на Олимпийский стадион, выбрав в качестве резервной арены «Георгиос Камарас».
С 1981 года команда тренировалась на стадионе «Паяния», а в том же году была открыта академия клуба. Среди её выдающихся воспитанников — Йоргос Карагунис, Англеос Басинас, Сотириос Кирьякос и Сотирис Нинис, игроки основы греческой сборной. В 2013 году тренировки стали проходить в Коропи в спортивном центре имени Йоргоса Калафатиса, куда переехала и академия клуба.
| Стадион              | Вместимость | Годы                                                  |
| -------------------- | ----------- | ----------------------------------------------------- |
| Апостолос Николаидис | 16 003      | 1923—1984, 1988—1989, 2000—2005, 2007—2008, 2013—2018 |
| Олимпийский стадион  | 69 618      | 1984—1988, 1989—2000, 2005—2007, 2008—2013, 2018—н.в. |

## Бюджет
До 1979 года футбол в Греции был исключительно любительским, и все спортивные общества зависели от финансовой поддержки их членов, а президента избирали члены Совета. В 1979 году футбол в Греции получил статус профессионального, и семья Вардинояннисов приобрела футбольный клуб. Йоргос Вардинояннис стал президентом команды, которой его семья владела почти 30 последующих лет. 22 апреля 2008 года под давлением болельщиков Яннис Вардинояннис на пресс-конференции объявил, что спустя почти 30 лет он решил сократить свою долю в клубе до 50 % и увеличить акционерный капитал компании на 80 миллионов евро. Дальнейшие переговоры привели к следующему распределению акций в клубе: 56 % осталось за семьёй Вардинояннисов, 10 % — за болельщиками, 34 % — за новыми владельцами. Главными инвесторами были Павлос Яннакопулос, Никос Патерас (новый президент клуба), Адамантиос Полемис и Андреас Вгенопулос.
В 2011 году из-за финансовых трудностей и разногласий среди руководства было принято решение сократить бюджет и продать множество игроков. В 2012 году владелец Skai TV Яннис Алафузос предложил передать ему право собственности на клуб вместе с акциями Вардинояннисов и предоставить фанатам право выкупить акции, чтобы клуб мог на собранные средства от болельщиков преодолеть кризис. 2 июля 2012 года был образован Всеафинский Альянс, в который мог вступить каждый и внести желаемую сумму в поддержку клуба в обмен на некоторые привилегии, а через несколько дней Яннис Вардинояннис передал свою долю акций Альянсу. Члены Альянса составили новый Совет директоров и избрали президента клуба, которым стал Алафузос. В 2013 году команда сменила тренировочный центр, уехав из Парании в Коропи, где находится спортивный центр имени Йоргоса Калафатиса, ставший новой тренировочной базой клуба.
В сезоне 2014/2015 в составе клуба было 8495 членов, которые внесли сумму в 2 680 041 евро.
| Сезон   | Членов | Динамика роста, % | Вклад       |
| ------- | ------ | ----------------- | ----------- |
| 2012/13 | 8606   | -                 | € 2 325 608 |
| 2013/14 | 9305   | +8,1 %            | € 2 580 836 |
| 2014/15 | 8495   | -8,7 %            | € 2 680 041 |
| 2015/16 | 8802   | +3,6 %            | € 905 265   |
| 2016/17 | 8060   | -8,4 %            | € 1 027 748 |

«Панатинаикос» остаётся клубом, совладельцем которого являются болельщики. В 2016 году доля Панафинского Альянса сократилась до 15 %, а Яннис Алафузос стал владельцем контрольного пакета акций с помощью компании Sortivo International Ltd. (74 %). В сентябре 2017 года он покинул пост президента, объявив об этом в письме и призвав инвесторов приобрести команду.
Действующие спонсоры:
- На футболках: Pame Stoixima
- Производитель одежды: Nike
- Официальные спонсоры: Cosmote, Vivartia, Piraeus Bank, Avance
- Поддержка: Powerade, Marks & Spencer

## Болельщики

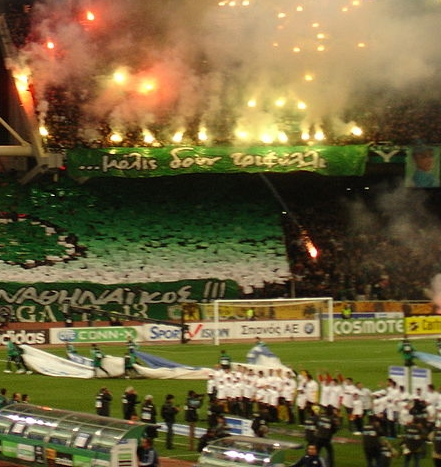
Фанаты «Панатинаикоса» на Олимпийском стадионе

Основателями клуба были спортсмены из среднего класса, лидером которых был Йоргос Калафатис, сделавшие футбол известным и доступным всей Греции. Их намерением было создать команду, представляющую все Афины и связанную со всем европейским футбольным движением. Опросы, проводившиеся на протяжении 20 лет с конца XX века по начало XXI века показали, что «Панатинаикос» занимает 2-е место в рейтинге наиболее популярных команд Греции, уступая «Олимпиакосу» с разницей в 2-9 % (по разным данным) и опережая ближайших конкурентов на 17-21 %. Наибольшее число болельщиков клуба — это жители Афин, хотя фан-клубы «Панатинаикоса» есть в других городах Греции, на Кипре и в странах с большой греческой диаспорой. Наибольшей популярностью клуб пользуется у лиц с высшим образованием и высшего общества Греции (в основном коренных афинян), хотя снискал славу и у представителей среднего и низшего классов. Клуб является рекордсменом в истории греческого футбола по числу проданных абонементов на сезон (31091 в 2010 году) и максимальной средней посещаемостью за сезон (44942 человека в сезоне 1985/1986).
Крупнейшее ультрас-объединение клуба — Gate 13, созданное в 1966 году, старейшее в Греции и насчитывающее более 80 фан-клубов в Греции и на Кипре. Традиционным для ультрас Gate 13 является использование зелёных фаеров, маленьких и больших флагов зелёного цвета и разнообразных баннеров, а также организация крупномасштабного перфоманса с применением хореографии, ярких цветов, постоянной шумной поддержки и т. д. Группировка во многом влияла на решения клуба на протяжении многих лет. Союзниками Gate 13 являются ультрас Ultras Rapid 1988 из венского «Рапида», «Ромы», загребского «Динамо» (Bad Blue Boys) и мадридского «Реала» (Orgullo Vikingo); также в друзьях числится венгерский «Ференцварош» и «Шемрок Роверс» («SRFC Ultras»). Второй по значимости группой болельщиков является PALEFIP (Всеэллинский клуб друзей «Панатинаикоса»).
По данным социологических опросов и исследований, «Панатинаикос» занимает 2-е место среди наиболее популярных футбольных клубов Греции, уступая первое место «Олимпиакосу» с разницей в 2-9 %. Болельщики клуба встречаются не только в Греции, но и в других странах (преимущественно тех, где проживает греческая диаспора). Принципиальный противник «Панатинаикоса» в чемпионате Греции — это «Олимпиакос», противостояние с которым стало известно как «Дерби вечных врагов», также клуб соперничает с афинским АЕК («Афинское дерби»), салоникским ПАОК и некоторыми другими командами.

## Статистика и рекорды

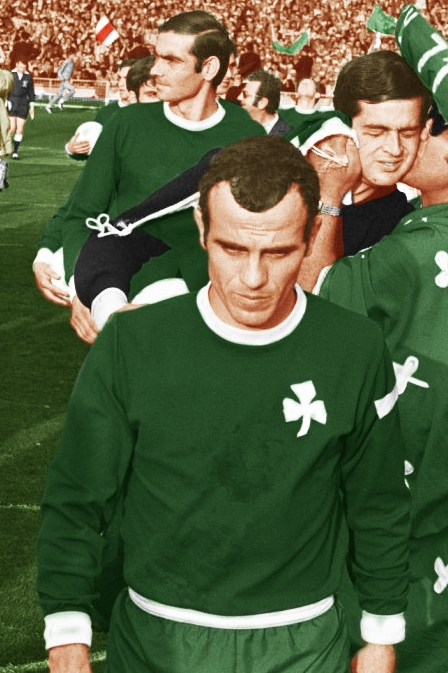
Мимис Домадзос по прозвищу «Генерал», выдающийся полузащитник и капитан клуба

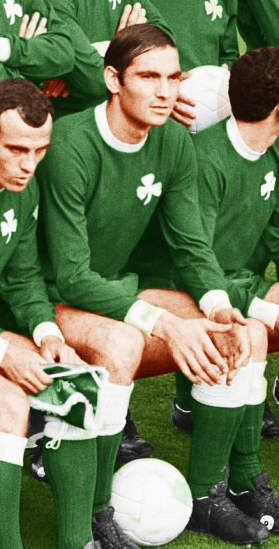
Антониос Антониадис, лучший бомбардир Кубка европейских чемпионов 1970/1971 и пятикратный обладатель титула лучшего бомбардира чемпионата Греции

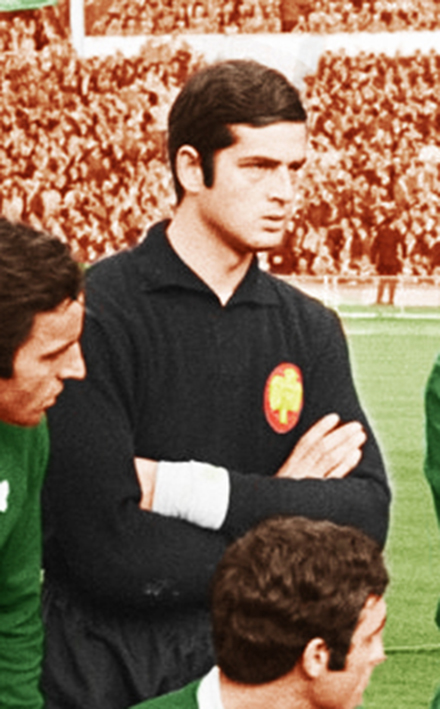
Такис Икономопулос, рекордсмен клуба по числу игр среди вратарей

Мимис Домадзос является рекордсменом по числу игр за клуб, сыграв 502 матча с 1959 по 1980 год. На втором месте — нападающий Кшиштоф Важиха (390 игр). Среди вратарей рекордсменом является Такис Икономопулос, сыгравший 303 матча. Кшиштоф Важиха — лучший бомбардир клуба, в период 1989—2004 годов он забил 288 голов во всех турнирах и тем самым в январе 1998 года побил рекорд Антониоса Антониадиса в 180 голов.
Рекордная посещаемость матчей «Панатинаикоса» была зафиксирована в 1986 году на Олимпийском стадионе в матче против афинского АЕК и составила 74493 человека. На стадионе Апостолоса Николаидиса рекордная посещаемость составила 29665 человек на матче 1967 года против мюнхенской «Баварии» в рамках Кубка обладателей кубков УЕФА. Сам клуб является одним из двух (помимо ПАОК) клубов, который выиграл высшую лигу Греции без единого поражения — «зелёным» удалось это сделать в сезоне 1963/1964.
| Игрок               | Страна | Голы |
| ------------------- | ------ | ---- |
| Кшиштоф Важиха      | Польша | 244  |
| Антониос Антониадис | Греция | 180  |
| Мимис Домадзос      | Греция | 134  |
| Димитрис Саравакос  | Греция | 128  |
| Костас Элефтеракис  | Греция | 85   |
| Маркус Берг         | Швеция | 73   |

| Игрок             | Страна | Матчи |
| ----------------- | ------ | ----- |
| Мимис Домадзос    | Греция | 510   |
| Кшиштоф Важиха    | Польша | 390   |
| Костас Антониу    | Греция | 320   |
| Антимос Капсис    | Греция | 319   |
| Франгискос Суприс | Греция | 311   |

Игроки одного клуба
| Игрок             | Страна | Позиция | Дебют | Последний матч |
| ----------------- | ------ | ------- | ----- | -------------- |
| Вангелис Панакис  | Греция | Нап     | 1950  | 1965           |
| Антимос Капсис    | Греция | Защ     | 1969  | 1984           |
| Яннис Гумас       | Греция | Защ     | 1994  | 2009           |
| Яннис Папантониу  | Греция | ПЗ      | 1945  | 1958           |
| Франгискос Суприс | Греция | Защ     | 1962  | 1973           |

### Лучшие бомбардиры Суперлиги
| Место | Страна  | Игрок                 | Сколько раз       | Сезоны                       |
| ----- | ------- | --------------------- | ----------------- | ---------------------------- |
| 1     | Греция  | Антониос Антониадис   | 5 (рекорд Греции) | 1970, 1972, 1973, 1974, 1975 |
| 2     | Польша  | Кшиштоф Важиха        | 3                 | 1994, 1995, 1998             |
| 3     | Франция | Джибриль Сиссе        | 2                 | 2010, 2011                   |
| 4     | Греция  | Димитрис Саравакос    | 1                 | 1991                         |
| 5     | Греция  | Никос Либеропулос     | 1                 | 2003                         |
| 6     | Греция  | Ангелос Мессарис      | 1                 | 1930                         |
| 7     | Греция  | Филиппос Асимакопулос | 1                 | 1955                         |
| 8     | Греция  | Тасос Критикос        | 1                 | 1936                         |
| 9     | Швеция  | Маркус Берг           | 1                 | 2017                         |

### Рекорд по числу голов за сезон
| Место | Страна | Игрок               | Голов                    | Сезон                               |
| ----- | ------ | ------------------- | ------------------------ | ----------------------------------- |
| 1     | Греция | Антониос Антониадис | 39 голов (рекорд Греции) | 1971/1972 (Серебряная бутса Европы) |

### Бомбардиры в еврокубках
Лига чемпионов УЕФА
| Место | Страна | Игрок               | Голов | Сезоны  |
| ----- | ------ | ------------------- | ----- | ------- |
| 1     | Греция | Антониос Антониадис | 1     | 1970/71 |

Кубок УЕФА
| Место | Страна | Игрок              | Голов | Сезоны  |
| ----- | ------ | ------------------ | ----- | ------- |
| 1     | Греция | Димитрис Саравакос | 1     | 1987/88 |

### Рекорды внутренних чемпионатов
| Достижение                                  | Когда                    |
| ------------------------------------------- | ------------------------ |
| Чемпионы без поражений (до 1959)            | 2 (1929/1930, 1952/1953) |
| Чемпионы без поражений в Суперлиге (с 1959) | 1 (1963/64)              |
| Сезон без поражений (чемпионат и кубок)     | 1 (1963/64)              |
| Крупнейшая победа в Суперкубке              | 3:0 (против АЕК, 1994)   |

## Достижения

### Национальные
- Чемпионат Греции
  - Чемпион (20): 1929/30, 1948/49, 1952/53, 1959/60, 1960/61, 1961/62, 1963/64, 1964/65, 1968/69, 1969/70, 1971/72, 1976/77, 1983/84, 1985/86, 1989/90, 1990/91, 1994/95, 1995/96, 2003/04, 2009/10

- Кубок Греции
  - Победитель (20): 1939/40, 1947/48, 1954/55, 1966/67, 1968/69, 1976/77, 1981/82, 1983/84, 1985/86, 1987/88, 1988/89, 1990/91, 1992/93, 1993/94, 1994/95, 2003/04, 2009/10, 2013/14, 2021/22, 2023/24

- Суперкубок Греции
  - Победитель (3): 1988, 1993, 1994

### Международные
- Лига чемпионов УЕФА:
  - Финалист: 1970/71[77]
- Кубок УЕФА:
  - Четвертьфиналист (2): 1987/88, 2002/03
- Балканский кубок:[78]
  - Обладатель: 1977
- Межконтинентальный кубок:[79]
  - Финалист: 1971

### Дубли
- Победители (8): 1968/69, 1976/77, 1983/84, 1985/86, 1990/91, 1994/95, 2003/04, 2009/10

### Региональные турниры
- Чемпионат SEGAS и ФКА[англ.][80]
  - Чемпионы: 1909, 1910/11[англ.], 1912, 1915, 1921, 1921/22[англ.]
- Кубок SEGAS и ФКА:
  - Победитель: 1909, 1918
- Чемпионат Афин[англ.]:[81]
  - Чемпионы: 1925, 1926, 1927, 1929, 1930, 1931, 1934, 1937, 1939, 1949, 1952, 1953, 1954, 1955, 1956, 1957, 1959
- Кубок Великой Греции[англ.]:
  - Обладатели: 1970

### Товарищеские турниры
- Кубок города Виго[англ.]:
  - Обладатели: 1971

## Текущий состав
| 69 | Флаг Польши      | Вр  | Бартломей Дронговский                 | 1997 |  |  |  |  |  |
| 81 | Флаг Албании     | Вр  | Клидман Лило                          | 2003 |  |  |  |  |  |
| 82 | Флаг Греции      | Вр  | Георгиос Каракасидис                  | 2005 |  |  |  |  |  |
|    |                  |     |                                       |      |  |  |  |  |  |
| 3  | Флаг Германии    | Защ | Филипп Макс                           | 1993 |  |  |  |  |  |
| 2  | Флаг Греции      | Защ | Георгиос Ваяннидис                    | 2001 |  |  |  |  |  |
| 5  | Флаг Нидерландов | Защ | Барт Схенкевелд                       | 1991 |  |  |  |  |  |
| 14 | Флаг США         | Защ | Эрик Палмер-Браун                     | 1997 |  |  |  |  |  |
| 15 | Флаг Исландии    | Защ | Сверрир Ингасон                       | 1993 |  |  |  |  |  |
| 21 | Флаг Хорватии    | Защ | Тин Едвай                             | 1995 |  |  |  |  |  |
| 23 | Флаг Исландии    | Защ | Хердур Магнуссон                      | 1993 |  |  |  |  |  |
| 25 | Флаг Сербии      | Защ | Филип Младенович                      | 1991 |  |  |  |  |  |
| 26 | Флаг Албании     | Защ | Элтон Фикай                           | 2005 |  |  |  |  |  |
| 27 | Флаг Греции      | Защ | Яннис Коцирас                         | 1992 |  |  |  |  |  |
|    |                  |     |                                       |      |  |  |  |  |  |
| 4  | Флаг Испании     | ПЗ  | Рубен Перес                           | 1989 |  |  |  |  |  |
| 6  | Флаг Греции      | ПЗ  | Зека                                  | 1988 |  |  |  |  |  |
| 8  | Флаг Марокко     | ПЗ  | Аззедин Унаи (в аренде из "Олимпика") | 2000 |  |  |  |  |  |

| 16 | Флаг Словении  | ПЗ  | Адам Гнезда Черин         | 1999 |  |  |  |  |  |
| 20 | Флаг Сербии    | ПЗ  | Неманья Максимович        | 1995 |  |  |  |  |  |
| 24 | Флаг Греции    | ПЗ  | Манолис Сиопис            | 1994 |  |  |  |  |  |
| 30 | Флаг Греции    | ПЗ  | Адриано Брегу             | 2006 |  |  |  |  |  |
| 31 | Флаг Сербии    | ПЗ  | Филип Джуричич            | 1992 |  |  |  |  |  |
| 44 | Флаг Греции    | ПЗ  | Георгиос Никас            | 1999 |  |  |  |  |  |
| 55 | Флаг Бразилии  | ПЗ  | Виллиан Аран              | 1992 |  |  |  |  |  |
|    |                |     |                           |      |  |  |  |  |  |
| 7  | Флаг Греции    | Нап | Фотис Иоаннидис (капитан) | 2000 |  |  |  |  |  |
| 10 | Флаг Бразилии  | Нап | Тете                      | 2000 |  |  |  |  |  |
| 11 | Флаг Греции    | Нап | Анастасиос Бакасетас      | 1993 |  |  |  |  |  |
| 17 | Флаг Аргентины | Нап | Даниэль Мансини           | 1996 |  |  |  |  |  |
| 18 | Флаг Греции    | Нап | Димитриос Лимнос          | 1998 |  |  |  |  |  |
| 19 | Флаг Польши    | Нап | Кароль Свидерский         | 1997 |  |  |  |  |  |
| 29 | Флаг Швеции    | Нап | Александр Еремеефф        | 1993 |  |  |  |  |  |
| 80 | Флаг Греции    | Нап | Афанасиос Дабицас         | 2004 |  |  |  |  |  |

## Вклад в сборную Греции

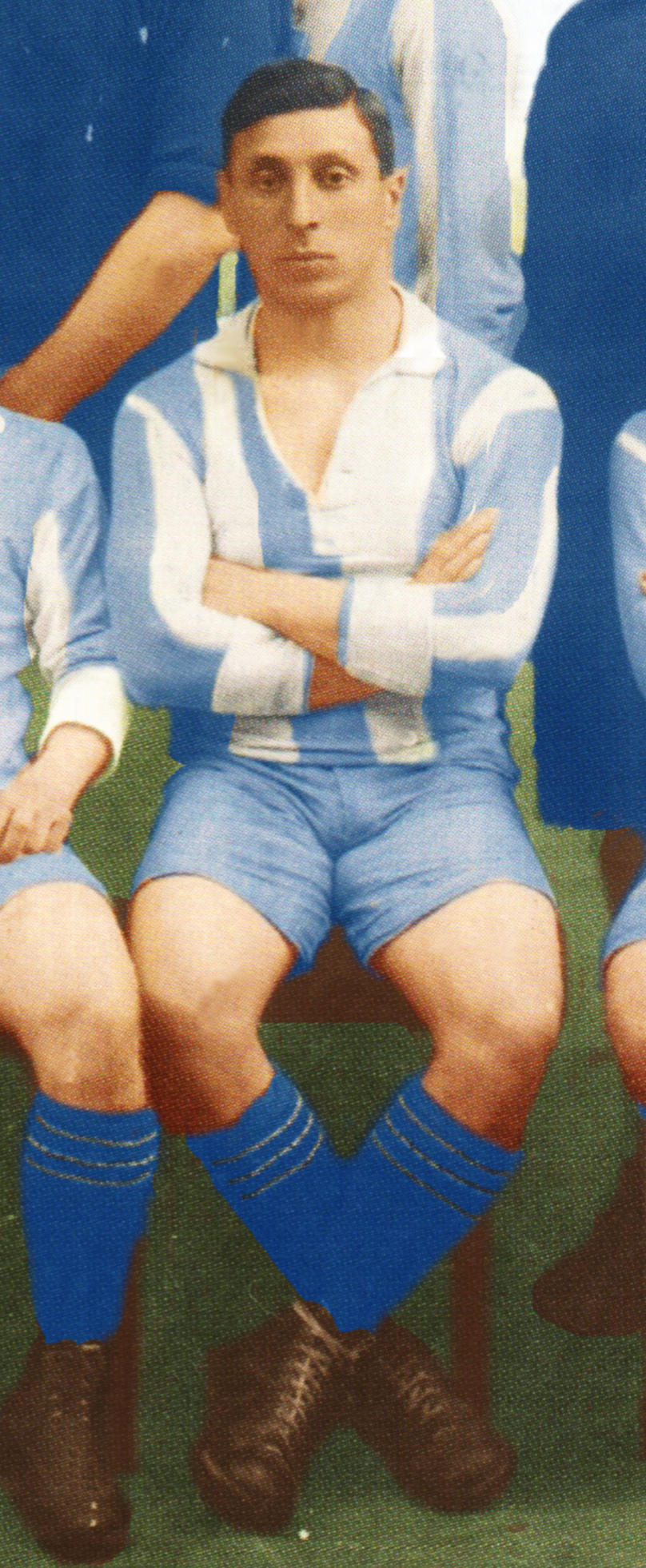
Йоргос Калафатис в сборной Греции (1919 год)

Основатель клуба Йоргос Калафатис был участником Межсоюзных игр 1919 года в Париже, а также был игроком и руководителем сборной Греции на футбольного турнира Олимпиады 1920 года в Антверпене. В последующие годы в сборной Греции играли такие представители «Панатинаикоса», как Антонис Мигиакис, Костас Линоксилакис, Такис Луканидис, Мимис Домазос, Антонис Антониадис, Антимос Капсис, Такис Икономопулос и Димитрис Саравакос.
В 1994 году на чемпионате мира в США, ставшем дебютным для Греции, играли шесть футболистов «Панатинаикоса»: Димитрис Саравакос, Атанасиос Колицидакис, Стратос Апостолакис, Яннис Калицакис, Никос Ниоплиас, Спирос Марангос. В 2004 году шесть игроков сборной Греции, представлявшие «Панатинаикос», стали чемпионами Европы — это Юркас Сейтаридис, Антониос Никополидис, Костас Халкиас, Ангелос Басинас, Яннис Гумас, Димитриос Пападопулос.

## Текущее руководство

### Правление
| Должность              | Имя                                                            |
| ---------------------- | -------------------------------------------------------------- |
| Владелец               | Яннис Алафузос (44,24 %) / Sortivo International Ltd (42,76 %) |
| Президент              | Яннис Алафузос                                                 |
| Вице-президент         | Леонидас Мпуцикарис                                            |
| Вице-президент         | Яннис Панайотидис                                              |
| Член совета            | Йоргос Мафиопулос                                              |
| Член совета            | Панайотис Мпомпис                                              |
| Член совета            | Пантелис Анастасопулос                                         |
| Глава правового отдела | Афина Баломену                                                 |
| Глава отдела СМИ       | Стаматис Гаррис                                                |
| Администратор          | Костас Константос                                              |
| Технический директор   | Никос Дабизас                                                  |
| Координатор            | Димитрис Саравакос                                             |

### Тренерский штаб
| Должность                  | Имя                |
| -------------------------- | ------------------ |
| Главный тренер             | Руй Витория        |
| Ассистент главного тренера | Арнальдо Тейшейра  |
| Ассистент главного тренера | Сержиньо           |
| Тренер по физподготовке    | Хосе да Пас        |
| Тренер по физподготовке    | Димитриос Капралос |
| Тренер вратарей            | Луиш Эстевес       |

### Официальные сайты
- Официальный сайт Архивная копия от 28 сентября 2013 на Wayback Machine (англ.) (греч.)
- Профиль на сайте Греческой Суперлиги Архивная копия от 20 марта 2019 на Wayback Machine (англ.) (греч.)
- Профиль на сайте УЕФА Архивировано 30 июня 2013 года. (англ.)
- Профиль на сайте ФИФА Архивная копия от 9 августа 2018 на Wayback Machine (англ.)

### Информационные сайты
- newspao.gr Архивная копия от 12 мая 2019 на Wayback Machine
- panathinaikos24.gr Архивная копия от 7 июня 2019 на Wayback Machine
- leoforos.gr Архивная копия от 28 июля 2019 на Wayback Machine
- Страница на сайте Nova Sports

### Аккаунты
- Видеоканал ФК «Панатинаикос» на YouTube